# Gyrtona transpallida
Gyrtona transpallida är en fjärilsart som beskrevs av Holloway 1976. Gyrtona transpallida ingår i släktet Gyrtona och familjen nattflyn. Inga underarter finns listade i Catalogue of Life.